# Chaplin som den falske Baron
Chaplin som den falske Baron (originaltitel: Caught in a Cabaret) er en amerikansk stumfilm fra 1914 instrueret af Mabel Normand med Charlie Chaplin i hovedrollen.

## Medvirkende
- Mabel Normand - Mabel
- Charles Chaplin
- Harry McCoy
- Chester Conklin
- Edgar Kennedy